# Jardí de les Teuleries
El Jardí de les Teuleries (en francès, jardin des Tuileries) és el més important i el més antic jardí a la francesa de París, a França. S'estén d'oest a est, de la plaça de la Concòrdia al Louvre, i del sud al nord, del Sena a la rue de Rivoli. Rep aquest nom perque era una part integrant del recinte d'un antic palau dels reis de França, el Palau de les Teuleries, construït el 1564 i destruït en un incendi el 1871. El Palau rebia aquest nom perque va ser edificat al lloc d'antigues teuleries (fàbriques de teules) que al segle xvi van ser enderrocades per fer lloc al palau.

## Història

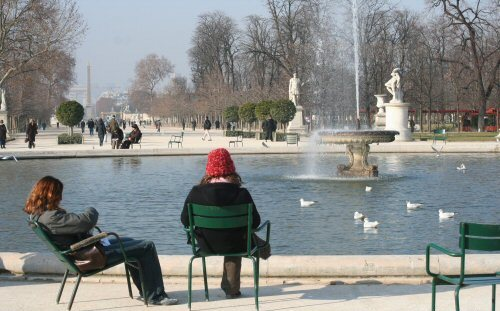
La petita bassa del Jardí de les Teuleries

Aquest jardí va ser plantat per Caterina de Mèdici a partir de 1564, quan començava l'obra del Palau de les Teuleries. Va ser traçat a la italiana: sis passeigs en el sentit de la longitud i vuit en el sentit de l'amplada delimitaven compartiments rectangulars que comprenien plantacions diferents (massissos d'arbres, gespes, parterres de flors, etc.). Una font, una exhibició de feres i una gruta ornamentaven el jardí. S'hi van afegir un hivernacle per a tarongers i una granja de sericicultura al començament del segle xvii.
El 1664, Jean-Baptiste Colbert va ordenar que el jardí fos completament redissenyat per André Le Nôtre, que ja s'havia il·lustrat a Vaux-le-Vicomte. Aquest va donar al jardí l'aspecte que conservaria, en les grans línies, fins als nostres dies: va perforar a l'eix del Palau un passeig central delimitat, a l'est per una bassa rodona i a l'oest per una bassa octogonal; va construir la terrassa de la Vora de l'aigua al llarg del passeig i l'esplanada dels Feuillants al llarg de la futura rue de Rivoli; finalment, construeix dues terrasses al llarg de la futura plaça de la Concòrdia així com dues rampes en corba permetent-hi l'accés.
Nombroses estàtues de marbre van venir d'altra banda a guarnir el jardí. El 1719, l'entrada principal va ser flanquejada per dues estàtues d'Antoine Coysevox representant Mercuri i la Fama que munta un cavall alat.
El 1r de desembre 1783 hi va tenir lloc la primera ascensió de persones en un globus de gas. Una placa, situada avui a la dreta entrant al jardí, marca el record d'aquest esdeveniment.
Sota la Revolució Francesa, el jardí va ser el testimoni de grans esdeveniments dels quals el Palau va ser l'escenari. La bassa rodona va ser emprada per a la cerimònia de l'Ésser Suprem (8 de juny de 1794). S'hi havien col·locat efígies representant l'Ateisme envoltat de l'Ambició, de l'Egoisme, de la Discòrdia i de la Falsa Simplicitat. Maximilià de Robespierre hi va posar el foc, en una apoteosi de crits i d'aplaudiments. El seguici es va adreçar aleshores cap al Champ-de-Mars. El 10 d'octubre, aquesta mateixa bassa va acollir el taüt de Jean-Jacques Rousseau, recobert d'un llençol sembrat d'estrelles (exhumat d'Ermenonville per ser portat al Panteó de París).
Als angles occidentals del jardí, Napoleó III hi farà construir dos edificis idèntics protegint respectivament:
- un jeu de paume cap al nord-oest albergant actualment un museu d'art contemporani, la Galeria Nacional del Joc de la Palma;
- una orangerie cap al sud-oest acollint avui un museu d'Art modern, el Musée de l'Orangerie.

Actualment, per als turistes i vianants, hi ha nombroses cadires posades gratuïtament a tot el parc. La gran roda de París hi va ser instal·lada, molt a prop de la rue de Rivoli, abans d'arribar l'emplaçament a la plaça de la Concòrdia.
Prop de l'Arc de Triomf del Carrousel, es troba la segona bassa del jardí. Allà, un llogador de petits vaixells de vela permet als nens fer-los navegar, tot i que sovint alguns s'encallen sota el brollador d'aigua.
El jardí va acollir les proves d'espasa dels Jocs Olímpics d'Estiu de 1900.
Durant la Segona Guerra Mundial una part del jardí va ser transformada en hort a causa de la manca d'avituallament durant l'Ocupació. El 25 agost 1944, el coronel Pierre Billotte de la 2a Divisió Blindada va enviar un ultimàtum al general von Choltitz, comandant del «Groß-Paris» i von Cholitz va respondre «Jo no accepto els ultimàtums». Durant els combats següents, el capità Branet s'apoderarà de l'hotel Meurice, rue de Rivoli, quarter-general de les forces d'ocupació alemanya; el capità Julien prendrà la rue du Faubourg-Saint-Honoré per atènyer la seu de la Kommandantur, place de l'Opéra i pel seu costat el tinent Bricard neteja el Jardí de les Teuleries. Les deu plaques commemoratives posades al llarg del Jardí de les Teuleries a l'angle del carrer de Rivoli (rue de Rivoli) i de la plaça de la Concòrdia (place de la Concorde) no no fan justícia a la intensitat dels combats i del nombre de víctimes.
A l'Est del jardí, prop de l'arc del Carrussel, s'hi troben nombroses estàtues d'Aristides Maillol.
D'ençà 1998, el jardí acull escultures contemporànies: Auguste Rodin, Henry Moore, Roy Lichtenstein, Tony Cragg, Jean Dubuffet, Alain Kirili, Étienne Martin, Giuseppe Penone, etc. Hi tenen lloc exposicions temporals, com l'Araignée de Louise Bourgeois o Clara-Clara de l'escultor minimalista Richard Serra a la primavera de 2008.